# Waterwaaier
Waterwaaier (Cabomba caroliniana) is een plantensoort uit de familie Cabombaceae.

## Etymologie
De Nederlandse triviale naam 'waterwaaier' verwijst naar de bladeren van deze waterplant. Een blad (dat meervoudig gaffelvormig gedeeld is) vertoont enige gelijkenis met een waaier. De botanische naam van het geslacht Cabomba is hoogstwaarschijnlijk afgeleid van een lokale triviale naam uit de taal van een inheems Guyaans volk. De 
soortaanduiding caroliniana verwijst naar het gebied Carolina, waarmee de Amerikaanse staten North en South Carolina bedoeld worden.

## Determinatie
Waterwaaier is een overblijvende, kruidachtige soort. Ze vormt korte wortelstokken met vezelige wortels. De plant heeft tegenoverstaande, gesteelde, meervoudig gaffelvormig gedeelde bladeren met smalle, lijnvormige bladslippen.

## Ecologie
Waaierwaaier is een waterplant met een vrij brede ecologische amplitude. Ze groeit in waterpartijen met zoet, stilstaand tot zwak stromend, zwak zuur tot neutraal, eutroof water. Periodiek droogvallen wordt slecht verdragen.

## Invasiviteit
Waterwaaier kan dichte populaties vormen. Dit verdringt de inheemse flora en heeft ook belangrijke gevolgen voor de aquatische fauna, het waterdebiet en gebruiksfuncties van het waterlichaam. Wanneer de planten afsterven kan dit zuurstofgebrek veroorzaken in het water.
De soort staat sinds 2016 op de Unielijst voor invasieve uitheemse soorten. Sindsdien geldt een verbod op bezit, handel, kweek, transport en import van deze vroeger populaire aquariumplant. 